# Marathon van Parijs 2006

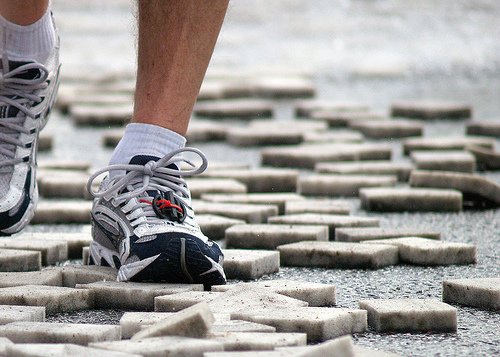
Loper bij sponsenpost

De marathon van Parijs 2006 werd gelopen op zondag 9 april 2006. Het was de 30e editie van deze marathon.
De Ethiopiër Gashaw Asfaw kwam bij de mannen als eerste over de streep in 2:08.03. De Russische Irina Timofejeva won bij de vrouwen in 2:27.22. De Zuid-Afrikaan Ernst Van Dyck won de rolstoelwedstrijd.

## Uitslagen

### Mannen
| rang   | naam                | land | tijd    |
| ------ | ------------------- | ---- | ------- |
| Goud   | Gashaw Asfaw        | ETH  | 2:08.03 |
| Zilver | Josephat Kiprotich  | KEN  | 2:08.51 |
| Brons  | Bernard Barmasai    | KEN  | 2:08.52 |
| 4      | Luis-Felipe Dejesus | POR  | 2:08.55 |
| 5      | David Laget         | KEN  | 2:08.58 |
| 6      | Rachid Ghanmouni    | MAR  | 2:09.11 |
| 7      | Philip Singoei      | KEN  | 2:10.11 |
| 8      | Francis Kipkorir    | KEN  | 2:10.40 |
| 9      | Philip Kirui        | KEN  | 2:10.45 |
| 10     | Ottaviano Andriani  | ITA  | 2:10.51 |
| 11     | David Ramard        | FRA  | 2:10.52 |
| 12     | Pavel Loskutov      | EST  | 2:11.25 |
| 13     | Abdelmajid Mehir    | MAR  | 2:11.56 |
| 14     | Eliud Kurgat        | KEN  | 2:12.27 |
| 15     | Ahmed Ezzobayry     | FRA  | 2:14.14 |
| 16     | Alfred Masri        | KEN  | 2:14.21 |
| 17     | Tereje Wodajo       | ETH  | 2:14.44 |
| 18     | Vasily Matviychuk   | UKR  | 2:15.10 |
| 19     | Samson Kandie       | KEN  | 2:15.34 |
| 20     | Michael Rotich      | KEN  | 2:16.35 |
| 21     | Patrick Tambwe      | FRA  | 2:16.42 |
| 22     | Ayele Setegne       | ISR  | 2:17.09 |
| 23     | Kenichiro Kawazu    | JPN  | 2:18.31 |
| 24     | Teruhiko Nakano     | JPN  | 2:20.02 |
| 25     | Achour Saadou       | MAR  | 2:20.36 |

### Vrouwen
| rang   | naam                     | land | tijd    |
| ------ | ------------------------ | ---- | ------- |
| Goud   | Irina Timofejeva         | RUS  | 2:27.22 |
| Zilver | Natalja Volgina          | RUS  | 2:27.32 |
| Brons  | Pamela Chepchumba        | KEN  | 2:29.48 |
| 4      | Maria-Mihaela Prundus    | ROU  | 2:30.27 |
| 5      | Alina Gherasim           | ROU  | 2:31.16 |
| 6      | Zahia Dahmani            | FRA  | 2:31.34 |
| 7      | Asha Gigi                | ETH  | 2:32.35 |
| 8      | Fatima Yvelain           | FRA  | 2:35.45 |
| 9      | Carmen Oliveras          | FRA  | 2:37.01 |
| 10     | Elena Fetizon            | FRA  | 2:41.16 |
| 11     | Nathalie Vasseur         | FRA  | 2:41.25 |
| 12     | Stephanie Briand         | FRA  | 2:42.45 |
| 13     | Anna-Brigitta Vonschenck | SWE  | 2:43.57 |
| 14     | Cecile Moynot            | FRA  | 2:44.24 |
| 15     | Leopoldina Silveira      | FRA  | 2:45.13 |
| 16     | Celine Cormerais         | FRA  | 2:45.22 |
| 17     | Margaret Maury           | FRA  | 2:46.47 |
| 18     | Yuko Tanaka              | JPN  | 2:47.43 |
| 19     | Sandra Gouault           | FRA  | 2:48.49 |

1976 ·
1977 ·
1978 ·
1979 ·
1980 ·
1981 ·
1982 ·
1983 ·
1984 ·
1985 ·
1986 ·
1987 ·
1988 ·
1989 ·
1990 ·
1991 ·
1992 ·
1993 ·
1994 ·
1995 ·
1996 ·
1997 ·
1998 ·
1999 ·
2000 ·
2001 ·
2002 ·
2003 ·
2004 ·
2005 ·
2006 ·
2007 ·
2008 ·
2009 ·
2010 ·
2011 · 
2012 · 
2013 ·
2014 ·
2015 ·
2016 ·
2017